# Circle Song
Mit Circle Song oder Circlesong ist ein musikalisches Werk gemeint, das durch Circlesinging entsteht, also A-cappella-Gesang in „Endlosschleifen“ bzw. Loops von musikalischen Kurzphrasen.
Vokalgruppen wie der Vocal Summit haben seit den 1980er Jahren diese Form entwickelt. Erstmals hat 1997 Bobby McFerrin gemeinsam mit einem zwölfköpfigen Vokalensemble ein ganzes Album mit acht solcher Circlesongs vorgelegt. Dort improvisierte McFerrin zusätzlich noch über die entstandene zirkuläre Struktur.